# دیوید بردفورد (بازیکن فوتبال)
دیوید بردفورد (انگلیسی: David Bradford؛ زادهٔ ۲۲ فوریهٔ ۱۹۵۳) بازیکن فوتبال اهل بریتانیا است.
از باشگاه‌هایی که در آن بازی کرده‌است می‌توان به باشگاه فوتبال وست برومویچ آلبیون، باشگاه فوتبال پیتربورو یونایتد، باشگاه فوتبال بلکبرن روورز، باشگاه فوتبال شفیلد یونایتد، و باشگاه فوتبال کاونتری سیتی اشاره کرد.